# 닛코 황태자부부 습격사건
닛코 황태자부부 습격사건(일본어: 日光皇太子夫妻襲撃事件 닛코코타이시후사이슈게키지켄[*])은 1972년 1월 6일 도치기현 닛코시에서 발생한 사건이다.
사건 전날인 1월 5일, 당시 황태자 아키히토 친왕과 황태자비 미치코는 제27회 국민체육대회 동계대회에 참석하고, 다음날인 6일 도부철도 특급 "켄고"를 타고 동경으로 귀환하기로 했다.
1월 6일 오후 4시 43분, 황태자부부는 예정된 특급열차에 승차하기 위해 도부 닛코역에 도착했다. 어료차에서 미치코 비가 나온 순간, 군중 속에서 한 소년이 “천황제 반대”를 외치며 뛰쳐들어왔다. 경호하던 황궁호위관은 순간적으로 이 소년을 황태자 부부와 반대 방향으로 패대기쳤고, 소년은 즉시 토치기현경에게 구속되었다. 황태자부부는 황궁호위관의 유도에 따라 어료차로 돌아갔고, 그 뒤 다시 하차하여 특급으로 갈아타고 예정대로 동경으로 귀환했다.
범인인 소년은 아시카가시에 거주하며 공장에 근무하던 정시제 고교생(당시 18세)로, 사청동 해방파 구성원이었다. 소년은 평소 『공산당선언』과 『모주석어록』을 탐독하고 마침내는 천황제를 타도하고 폭력혁명의 선구가 되고 싶다는 감정을 가지기에 이르렀다. 소년은 황태자부부가 닛코에 들른다는 것을 알고, 폭탄을 던질 계획을 세웠다. 이 소년은 화학에 흥미를 가져 고등학교에서도 화학과에 적을 두고 있었다. 그래서 화학에 대한 지식을 어느 정도 가지고 폭탄을 제조했다. 하지만 폭발실험에서 흰 연기밖에 나오지 않아 할 수 없이 폭죽으로 대신하기로 했다.
사건 당일, 폭죽 3개와 성냥을 가지고 닛코역에서 기다렸으나, 성냥이 부러져 점화할 수 없었다. 때문에 장갑을 던지기로 했고, 황태자 부부가 도착해 어료차에서 내린 순간 구호를 외치며 장갑을 던지며 돌진한 것이다. 사건 이후 소년은 우츠노미아 소년감별소에 보내졌다. 그리고 “이번 행동은 자신의 판단으로 저지른 것이며, 소속된 사청동 해방파의 지령에 의한 것은 아니다”는 취지를 진술하고, 자신의 행동으로 주변에 다대한 민폐를 끼친 일에 대해 반성의 뜻을 나타냈다. 2월 10일, 우츠노미야 소년감별소는 범인 소년을 보호관찰 처분에 부쳤다.

## 참고 자료
- 皇宮警察史編さん委員会編『皇宮警察史』皇宮警察本部、1976年